# Boxer (englische Band)
Boxer war eine britische Rockband, die 1975 von Mike Patto und Ollie Halsall gegründet wurde. Die Band nahm drei Alben bei dem Label Virgin Records auf. 1979 löste sich die Band auf, nachdem Patto krank wurde und an lymphatischer Leukämie starb.

## Diskografie
Alben
- 1975: Below the Belt
- 1977: Absolutely
- 1979: Bloodletting